# Lilith Johna

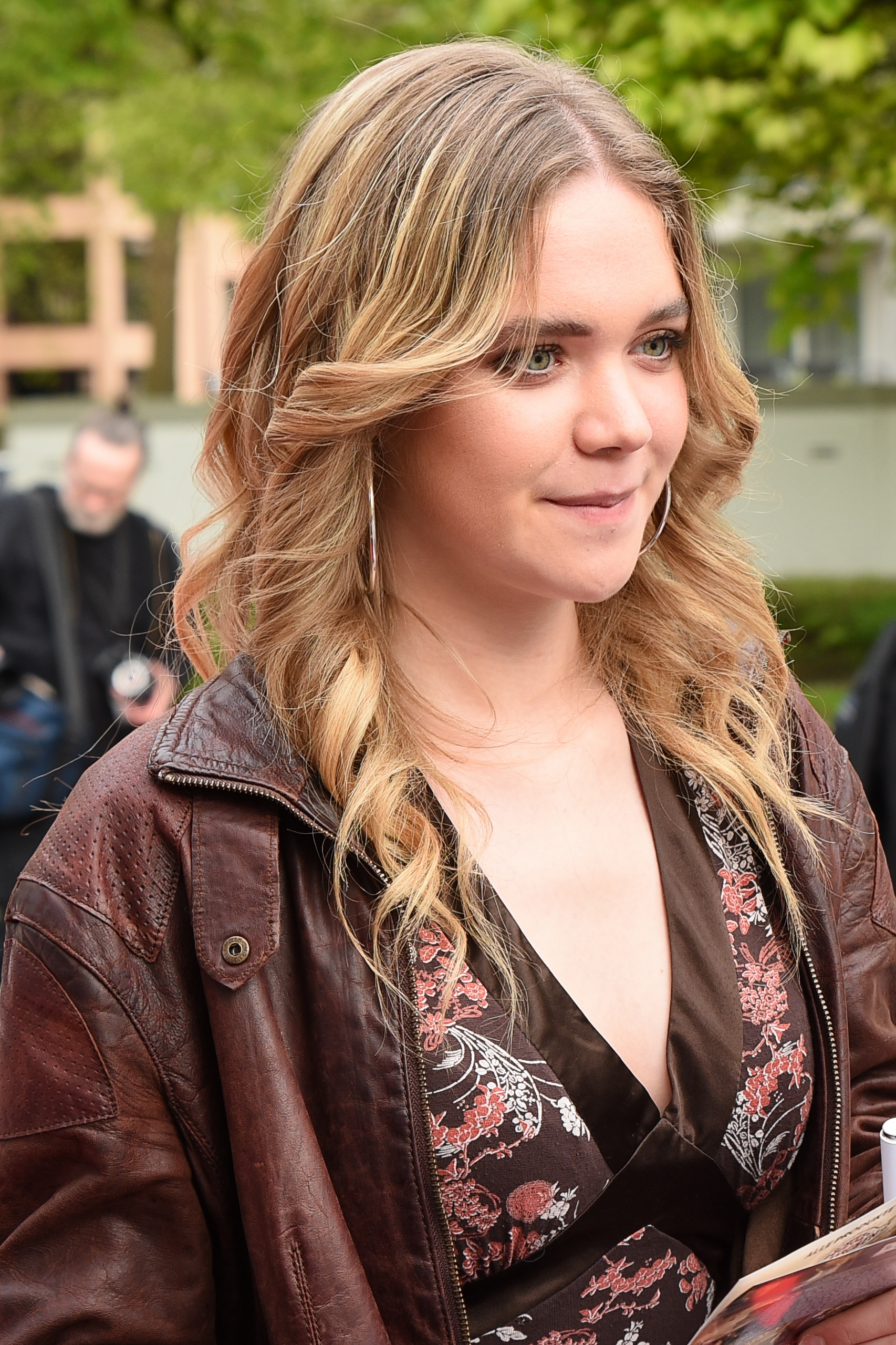
Lilith Johna bei der Verleihung des Grimme-Preises 2024

Lilith Julie Johna (* 2007) ist eine deutsche Schauspielerin. Bekannt ist sie vor allem durch ihre Rollen in den Filmen Vier zauberhafte Schwestern und Die Schule der magischen Tiere 2 sowie der Serie Die drei !!!.

## Leben
Lilith Johna hatte durch ihre Eltern, die als Schauspielerin und Theaterregisseur arbeiten, schon früh Kontakt mit der Schauspielerei. Ersten Schauspielunterricht erhielt sie von Harald Fuhrmann und wurde von den Schauspielerinnen Yvette Dankou und Brigitte Simons gecoacht. Neben der Schauspielerei macht sie Musik, schreibt Lieder und interessiert sich für Psychologie.

## Filmografie (Auswahl)
- 2020: Vier zauberhafte Schwestern
- 2021: Die Saat
- 2022: Die Schule der magischen Tiere 2
- 2023: Die drei !!! (Fernsehserie, 10 Folgen)
- 2024: Die Schule der magischen Tiere 3
- 2024:  Mein Traum – Meine Geschichte (Miniserie, 1 Folge)
- 2025: Praxis mit Meerblick – Romeo & Julia